# Edipo alcalde
Edipo alcalde é um filme de drama colombiano de 1996 dirigido e escrito por Jorge Alí Triana. Foi selecionado como representante da Colômbia à edição do Oscar 1997, organizada pela Academia de Artes e Ciências Cinematográficas.

## Elenco
- Jorge Perugorria - Edipo
- Ángela Molina - Yocasta
- Francisco Rabal - Tiresias
- Jairo Camargo - Creonte
- Jorge Martínez de Hoyos
- Miriam Colón - Deyanira
- Juan Sebastián Aragón
- Armando Gutiérrez
- Marcela Agudelo